# Miksom leve pretkomore
Miksom leve pretkomore je jedan od najčešćih primarnih benignih tumora srca, lokalizovan u zidu leve srčane pretkomore, i obično potiče od septuma leve pretkomore. Hirurško lečenje mora biti sprovedeno u najkraćem
vremenskom periodu posle dijagnoze, iako tumor nakon terapije u oko 2% slučajeva može da recidivira. 
Poteškoću u dijagnostikovanju miksoma srca pričinjava asimptomatsko ili oligosimptomatsko ispoljavanje tumora u dužem vremenu, odnosno u periodu rasta miksoma. U tom smislu  ehokardiografija, se smatra suverenom dijagnostičkom  procedurom, koju treba rutinski raditi tokom svih kardioloških pregleda, što bi značajno doprinelo ranom otkrivanju i pravovremenom lečenju bolesnika sa miksomom srca.

## Epidemiologija
Ovi tumori predstavljaju oko 50% svih tumora koji se nalaze u srcu. Preko 90% su solirani i na peteljci, a oko 75% se nalaze u levom srcu (leva pretkomora, a redje i levoj komori). U pitanju su benigni tumori koji ne daju metastaze, ali pokazuju tendenciju ka recidivima nakon operativnog lečenja.
Polne razlike
Kod ovih tumora postoji polna predilekcija u vidu češćeg oboljevanja osoba ženskog pola (oko tri puta češće).
Starosne razlike
Mogu se javiti u bilo kom uzrastu, ali se najčešće javljaju kod osoba starijih od 40 godina, osim kod porodičnih miksoma,  kod kojih se obično javljanju u uzrastu od oko 25 godina. Ovi tumori su retki kod dece, naročito u uzrastu do 10 godina, jer su kod sasvim male dece opisivani samo retki pojedinačni slučajevi

## Etiopatogeneza
Patogeneza bolesti nije u potpunosti poznata, a najveći broj slučajeva je potpuno sporadičan. Miksom najčešće raste u pretkomorama, u levoj oko pet puta češće nego u desnoj 8 dok su veoma retki u komorama, a i kada se tu nađu, obično su uz atrioventrikularni otvor.
Postoje i slučajevi u kojima je u osnovi bolesti porodična predispozicija u vidu autozomno dominantnog načina prenošenja,u kome je potrebna samo jedna kopija gena da bi se bolest ispoljila. Poremećeni geni na kraćem kraku drugog hromozoma koji postoje kod Karnejevog sindroma su u vezi sa oko 7% pretkomornih miksoma.

## Klinička slika
Klinička slika kod ove bolesti može biti slična niz kardiovaskularnih oboljenja, a pre svega zavisi od lokalizacije, pokretljivosti i veličine tumora. Miksom srca je često praćen nizom opštih simptoma i nespecifičnih laboratorijskih parametara, koji čine tzv. paraneoplastični sindrom, u kome dominiraju:
- umor,
- periodično povišenje telesne temperature,
- mršavljenje,
- bolovi u zglobovima,
- kožni osip,
- izmenjena krvna slika (ubrzana sedimentacija, povišen broj belih krvnih zrnaca, povišenje gama globulina.

Miksom fiksiran za zid srca retko daje simptome. Kada tumor dostigne značajnu veličinu on uslovljava opstrukciju levog venskog (mitralnog) ušća. Zbog toga se u naporu ne može da poveća udarni volumen srca, pa se javljaju zamor, poremećaj disanja i poremećaji srčanog ritma. 
Značajnija opstrukcija mitralnog ušća praćena je izraženom dispnejom sve do edema pluća, sa kašljem i iskašljavanjem krvi. Mogući su i bolovi u grudima anginoznog tipa, česte udruženi sa sistemskom embolijom. Embolije su najčešće u centralnom nervnom sistemu, ređe u bubrezima, donjim ekstremitetima ili koronarnim arterijama.

## Dijagnoza
Dijagnoza se postavlja na osnovu anamneze, kardiološkog pregleda, EKG-a, rendgenografije srca i pluća, ultrazvuka. Kod bolesnika sa oligosimptomatskim tokom najčešće prođe više od godinu dana od prvih nekarakterističnih smetnji do dijagnostikovanja miksoma.
Kako rendgenski snimak grudnog koša nije uvek dovoljan za postavljanje definitivna dijagnoza najčešće se koristi ultrazvučni nalaz (ehokardiografija), transtorakalna ehokardiografija ili transezofagealna ehokardiografija.
Компјутеризована томографија i nuklearna magnetna rezonanca mogu da olakšaju postavljanje dijagnoze. A kod  pacijenata starijih od 40 godina preporučuje se i koronarna angiografija.
Ukoliko se sumnja na Karnejev sindrom, poželjno je da se načini genetsko testiranje.
Ultrasonografija (video)
Patohistološki nalaz

## Terapija
Jedini način lečenja je hirurško odstranjivanje tumora koje je u domenu kardiohirurga i podrazumeva operaciju na otvorenom srcu.
Operativno lečenje je preporučljivo obaviti odmah po postavljanju dijagnoze.

## Prognoza
Prema podacima iz literature stepen ponovnog javljanja ovog tumora je oko 2%, a kod porodičnih slučajeva oko 20%.

## Komplikacije
Iako miksom nije trošan, od njega se može odvojiti deo ili na njemu formirani tromb i ući u cirkulaciju. Tada on može dovesti do komplikacija — arterijske embolije, bilo koje lokalizacije.
Dijagnostikovanje ove komplikacije miksoma često je razjasnilo i etiologiju do tada ne razjašnjenjih perifernih embolija.